# Staustufe Geesthacht

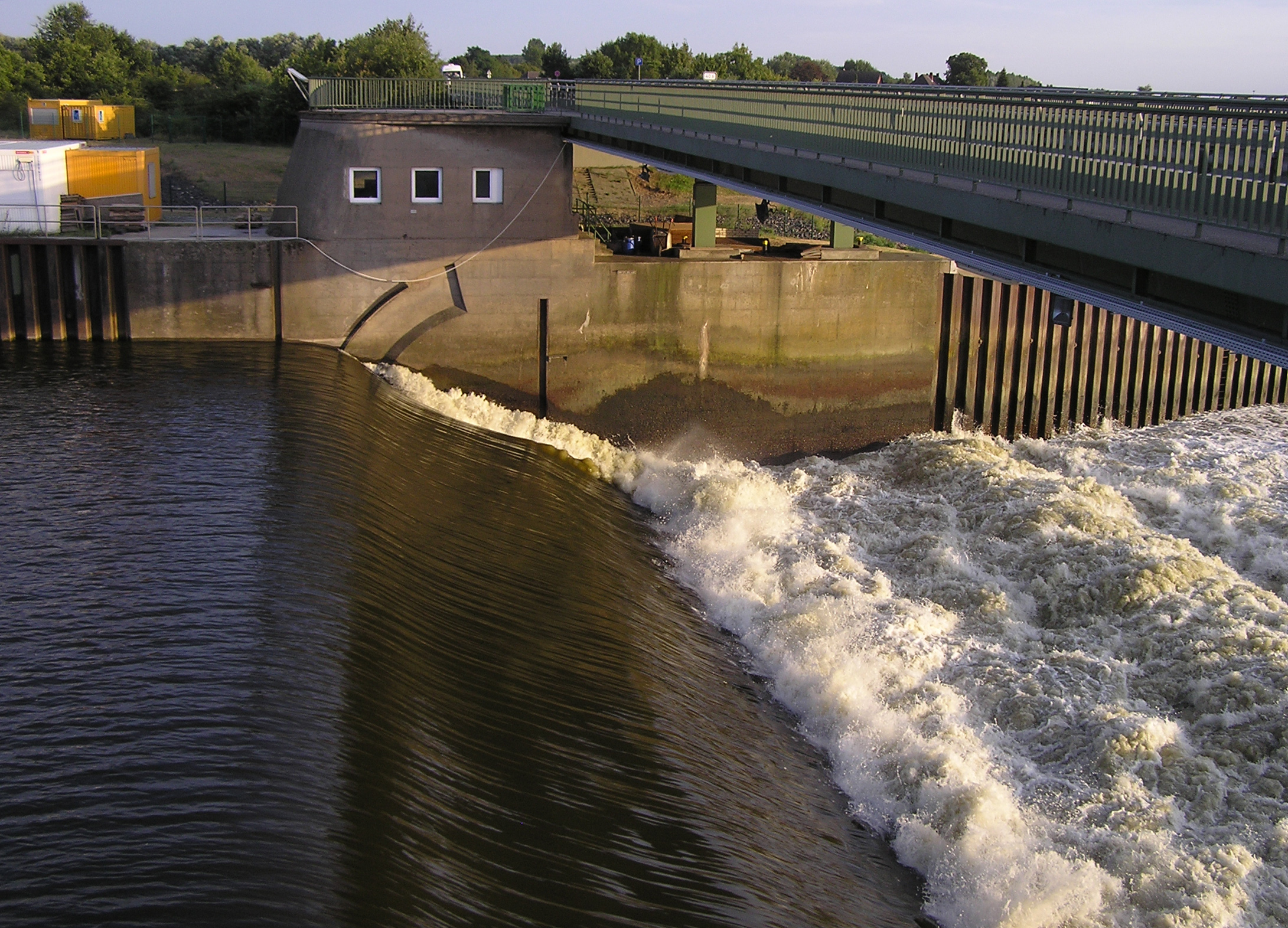
Staustufe Geesthacht

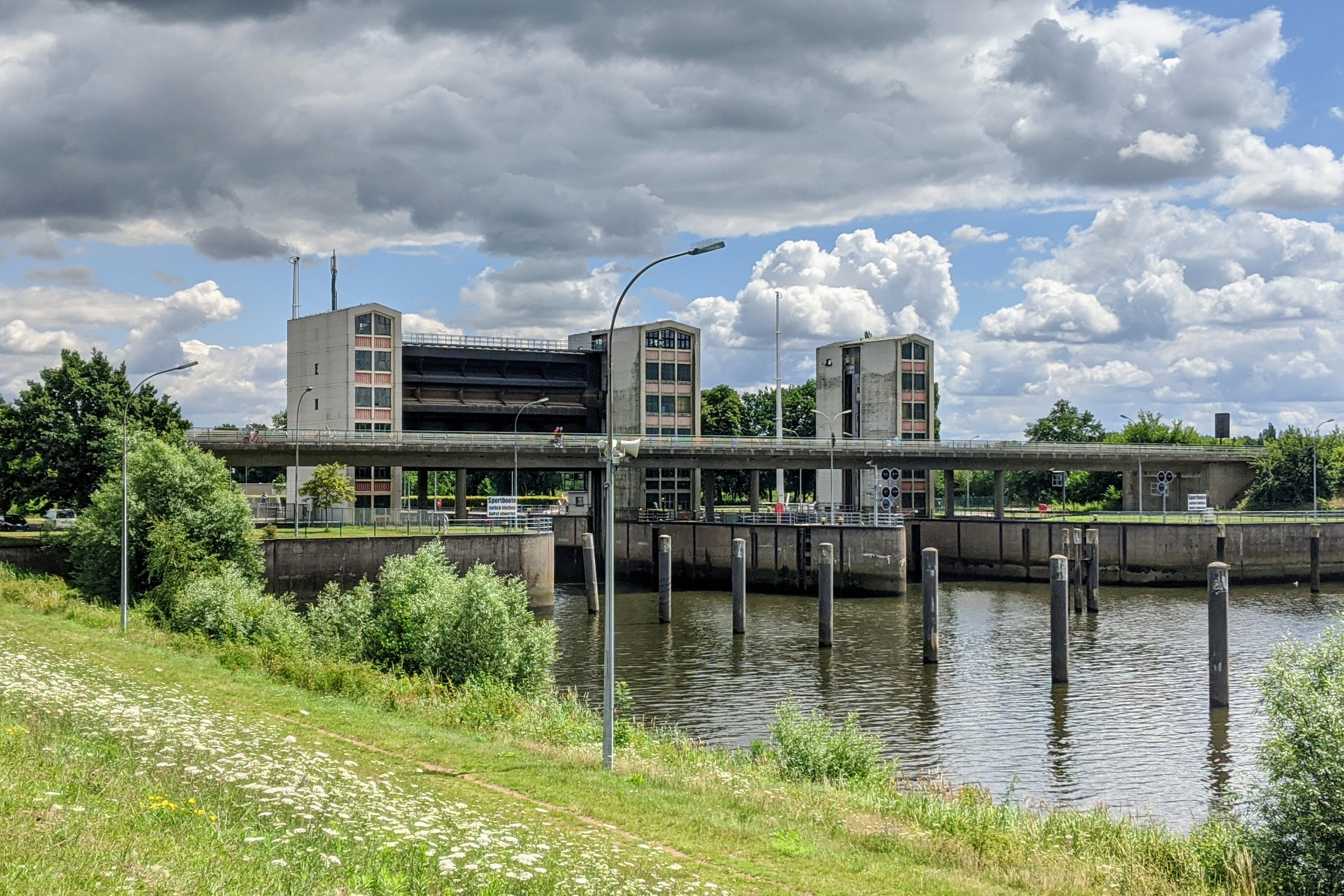
Schleusentore von Nordwesten

Die 1960 in Betrieb genommene Staustufe Geesthacht befindet sich südwestlich der schleswig-holsteinischen Stadt Geesthacht. Sie staut das Wasser der Elbe auf 4 m ü. NHN und begrenzt dadurch den Gezeiteneinfluss der Nordsee stromaufwärts; das Wehr definiert das Ende der Binnenelbe. Neben dem Cracauer Wasserfall, einem festen Niedrigwasserwehr an der Alten Elbe bei Magdeburg, ist sie die einzige Staustufe im Verlauf des Flusses in Deutschland. Die Staustufe besteht aus einem Wehr mit Fischaufstieg und einem Schleusenkanal mit einer Doppelschleuse. Ein weiterer Fischaufstieg wurde im September 2010 fertiggestellt.

## Geografie

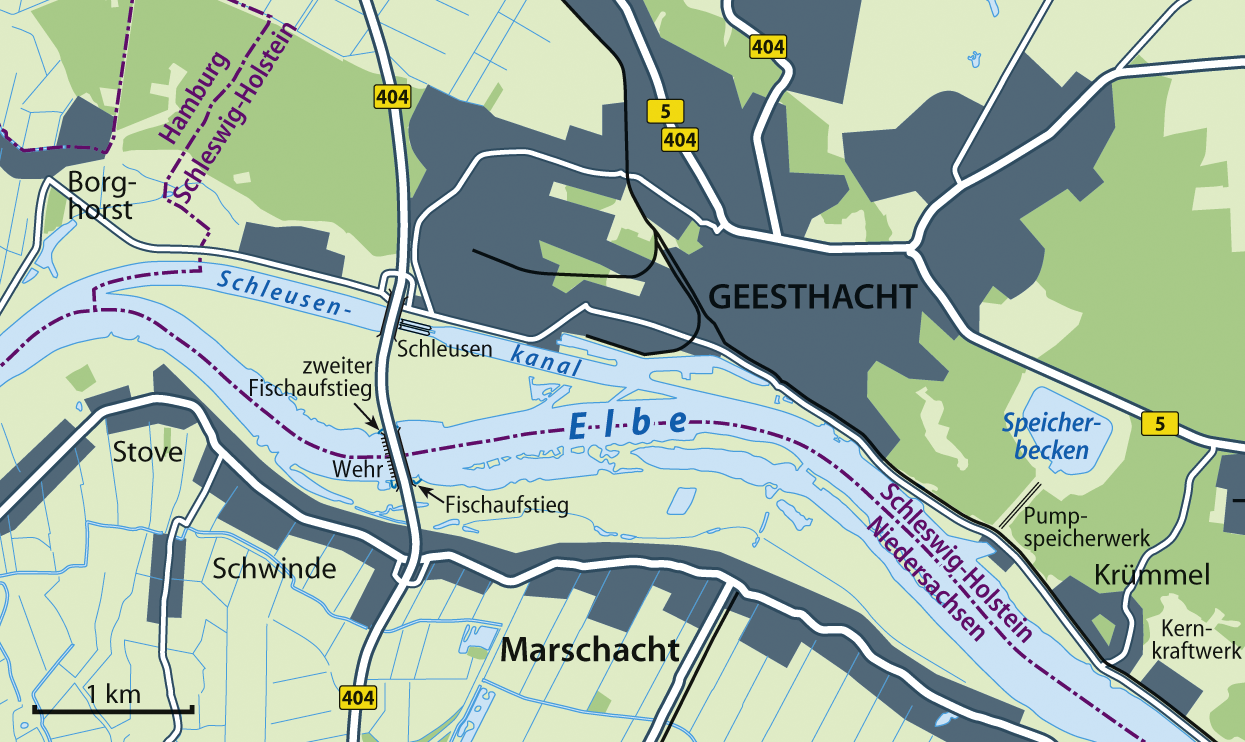
Karte

Die Staustufe wurde am deutschen Elbe-Kilometer 585,9 südwestlich von Geesthacht und 142 Kilometer oberhalb der Elbmündung errichtet. Sie grenzt die durch die Gezeiten beeinflusste Unterelbe vom mittleren Lauf ab. Der Höhenunterschied zwischen Ober- und dem tidebeeinflussten Unterwasser beträgt im Normalfall zwischen 1,3 und 3,5 Meter. Bei höheren Sturmfluten kann das Wasser weiter stromaufwärts laufen; dadurch soll ein zusätzliches Ansteigen der Sturmflutscheitel in der oberen Tideelbe und bei Hamburg vermieden werden. Die Elbe bildet hier die Landesgrenze zwischen Schleswig-Holstein und Niedersachsen. Der erste Fischaufstieg liegt auf niedersächsischer, der Schleusenkanal auf schleswig-holsteinischer Seite.
Am Südufer des Staubeckens befinden sich die Gemeinden Drage und Marschacht.
Der Elbe-Strom hat bis zum Wehr ein Einzugsgebiet von 135.013 km² und an dieser Stelle einen mittleren Abfluss von 728 Kubikmeter pro Sekunde (m³/s). Bei Mittelwasser wirkt sich der Rückstau 31,4 Kilometer stromaufwärts bis in den Raum Radegast aus, wodurch sich ein Stauvolumen von 8,2 Mio. m³ ergibt und der Elbe-Seitenkanal und der Elbe-Lübeck-Kanal ganzjährig vollschiffig erreichbar sind. Im Staubereich liegen auch das mit März 2011 endgültig stillgelegte Kernkraftwerk Krümmel, das Kühlwasser aus der Elbe bezog, und das Pumpspeicherkraftwerk Geesthacht, für das die aufgestaute Elbe das Unterbecken darstellt.
Auf der Wehrbrücke und auf der Schleusenbrücke über die Unterhäupter überquert die Bundesstraße 404 die Elbe.
Das Stauwehr in Geesthacht ist neben einem festen Niedrigwasserwehr bei Magdeburg die einzige Staustufe im Verlauf der Elbe auf deutschem Territorium. Das nächste Stauwehr befindet sich auf tschechischer Seite in Ústí nad Labem/Střekov, von Geesthacht gesehen 622,1 Kilometer stromaufwärts.

## Schiffsverkehr
Die Zahl der geschleusten Binnenschiffe geht in den letzten Jahren immer weiter zurück. So wurden im Jahr 2019 nur 12.774 Schiffe gezählt, die zusammen 7,45 Mio. Tonnen (t) Güter beförderten, davon Container mit 138.725 TEU. 2018 waren es noch 14.182 Schiffe mit 8,55 Mio. t Ladung, davon 128.582 TEU, 2015 sogar 18.545 Binnenschiffe mit 10,34 Mio. t Ladung.
Im Jahr 2010 wurden insgesamt 24.042 Fahrzeuge geschleust, davon 16.270 Güterschiffe, 4.778 Sportboote und 231 Fahrgastschiffe. Das Güteraufkommen betrug 8,96 Mio. t, davon 5,65 Mio. t zu Berg und 3,31 Mio. t zu Tal, der Containerverkehr umfasste 44.372 TEU zu Berg und 43.017 zu Tal. Die Gütergruppen mit den größten Volumina waren zu Berg Erdöl (2,01 Megatonnen (Mt)), Kohle (1,75 Mt), Nahrungs- und Futtermittel (0,46 Mt) sowie Baustoffe (0,46 Mt), zu Tal land- und forstwirtschaftliche Erzeugnisse (1,14 Mt) sowie Baustoffe (0,79 Mt). Im Oberwasser führen die Verkehrsströme des Güteraufkommens der Schleuse Geesthacht weit überwiegend durch den Elbe-Seitenkanal und umgekehrt. Die Ziel- bzw. Ausgangshäfen liegen mehrheitlich am Mittellandkanal.

## Bauten

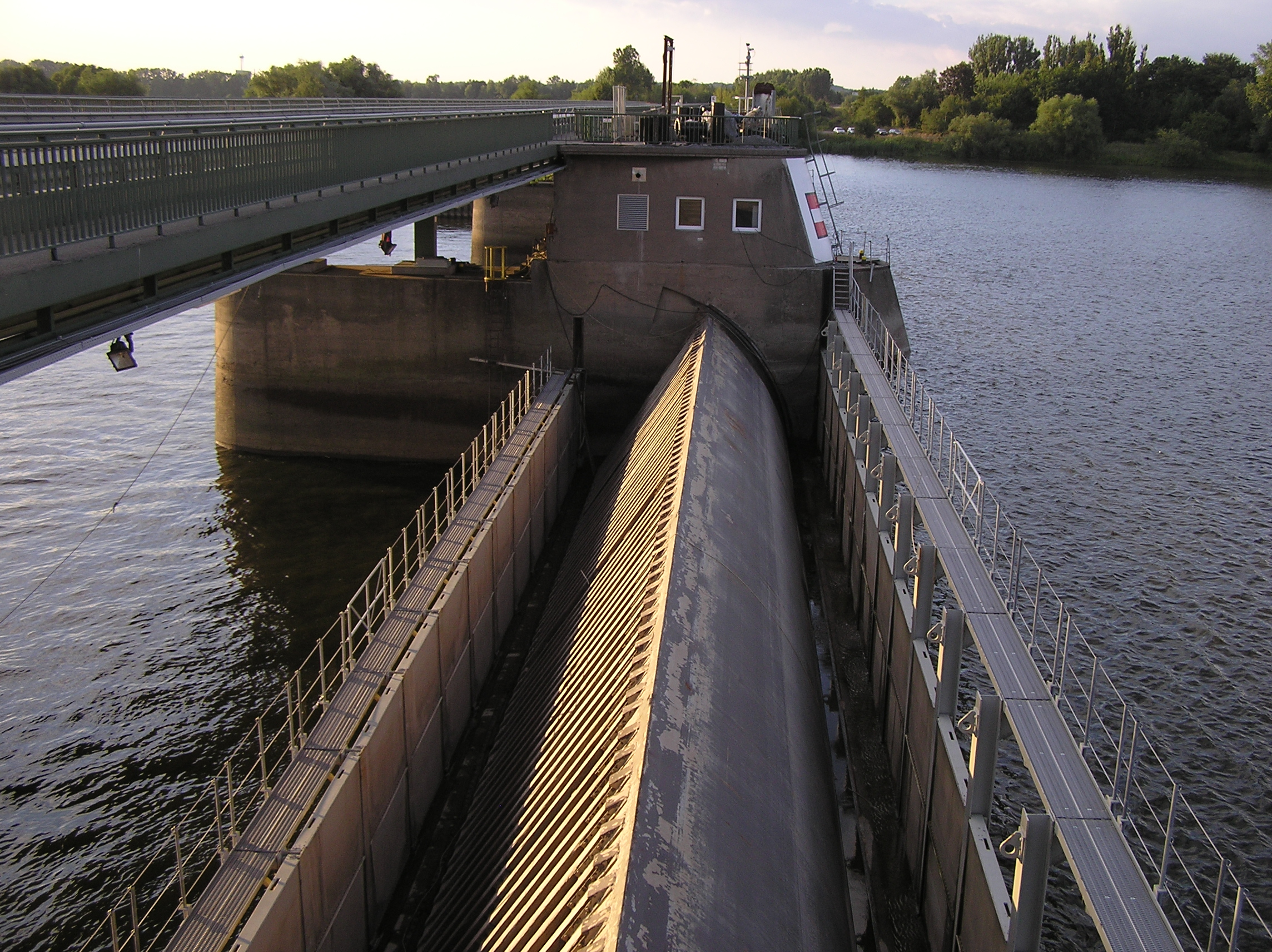
Wehr in Geesthacht: durch Wartungsarbeiten ist der verstellbare Wehrverschluss gut zu erkennen

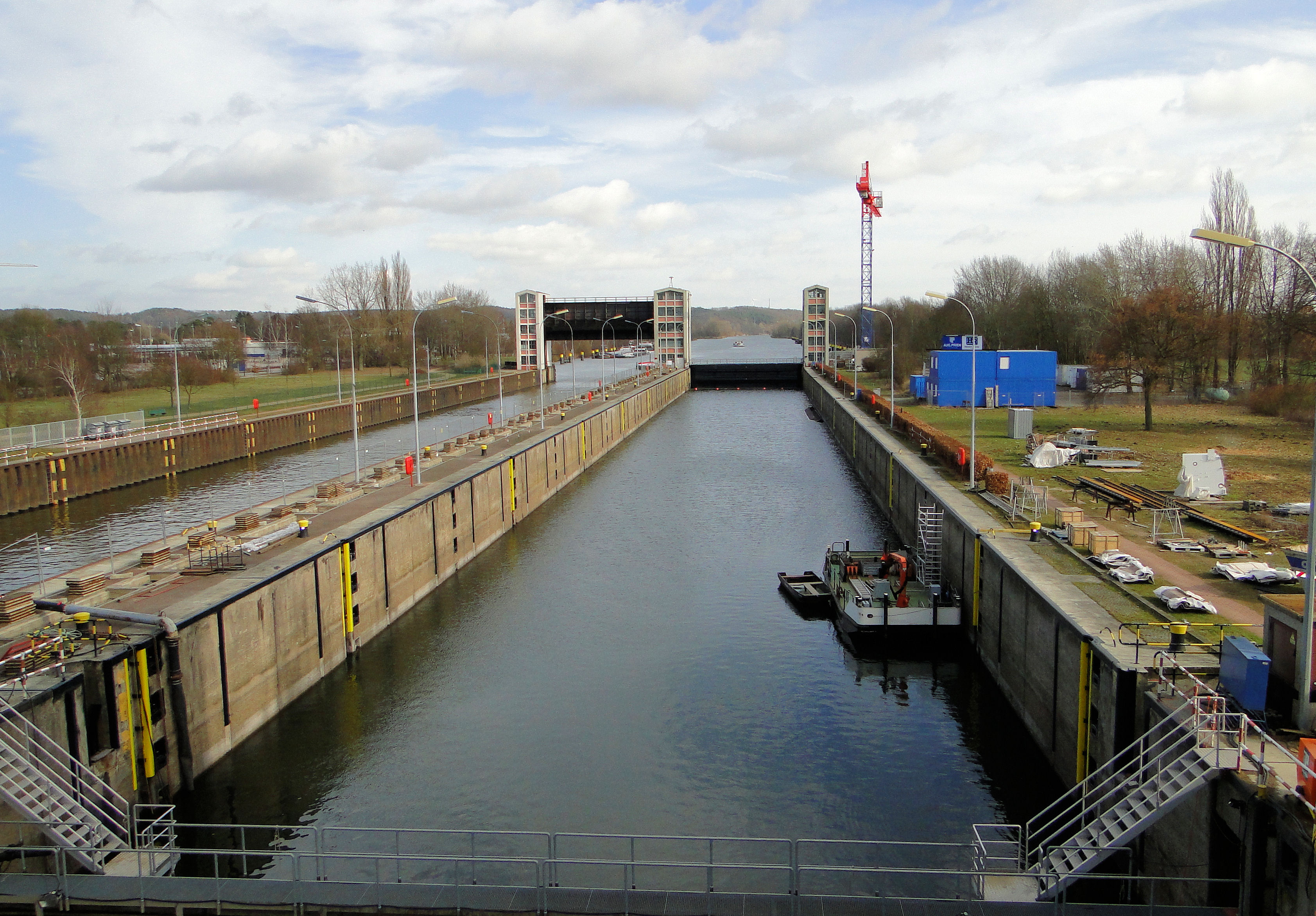
Schleusenanlage im Schleusenkanal

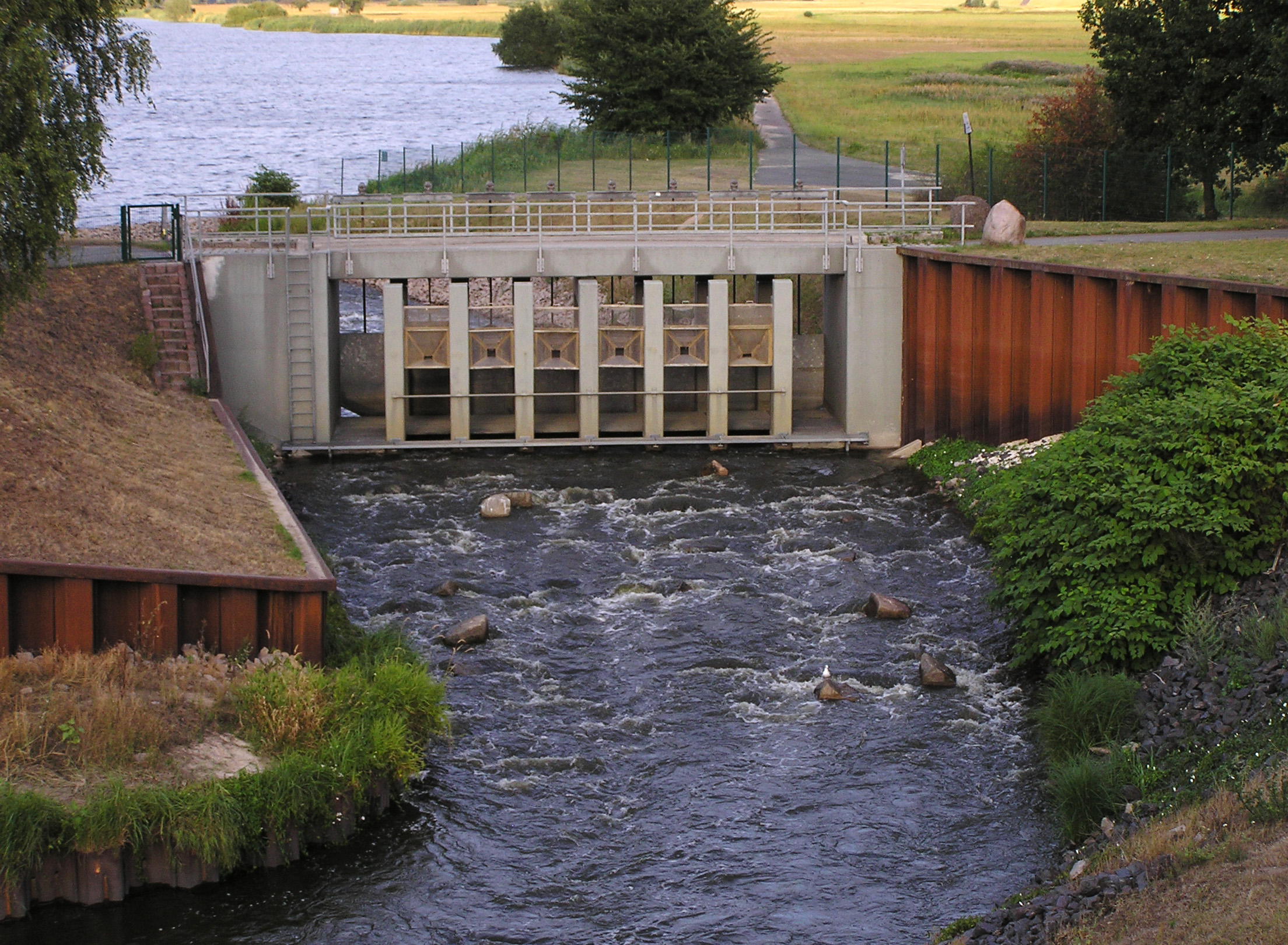
Betriebswegebrücke mit Kontrolleinrichtungen in der Fischaufstiegsanlage

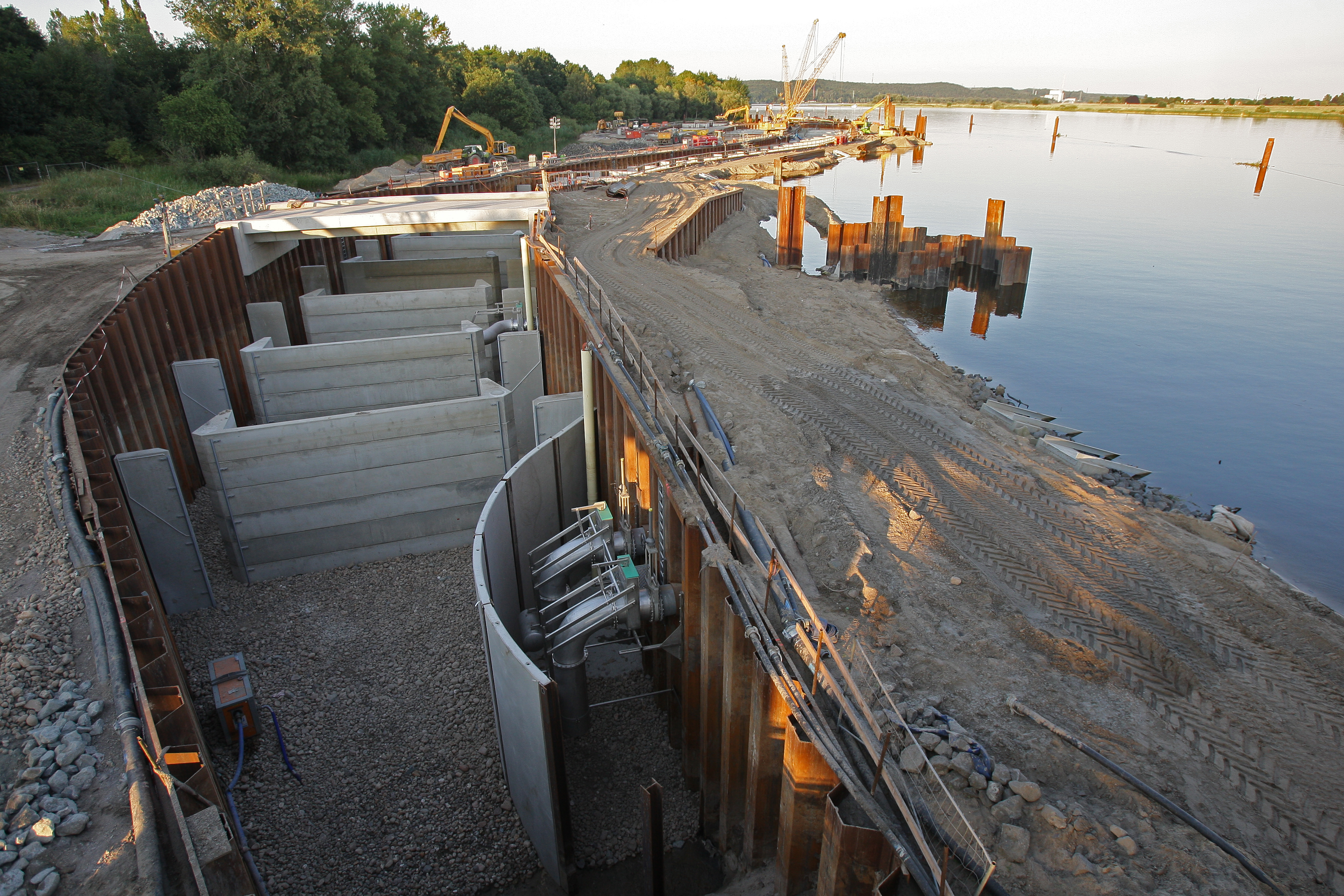
In Bau befindlicher zweiter Fischaufstieg, Juli 2010

### Wehr
Das Wasser wird durch bewegliche Verschlusskörper (Stahlsektoren) in vier Wehröffnungen mit jeweils 50 Meter lichter Weite auf ein Stauziel von 4 m ü. NHN gehalten. Je nach Wassermenge können die vier Verschlusskörper gehoben oder abgesenkt werden. Bei einem Abfluss ab 1200 m³/s werden alle Öffnungen vollständig freigegeben. Die Wehrpfeiler haben eine Breite von jeweils fünf Metern.

### Schleusen
Zur Überwindung der Staustufe durch die Schifffahrt dient ein nördlich des Wehres angelegter Schleusenkanal mit einer Doppelschleuse. Die beiden Schleusenkammern mit einer Länge von 230 Metern und einer Breite von 25 Metern fassen jeweils vier Großmotorschiffe oder einen entsprechenden Schubverband. Die vier Hubtore werden elektromechanisch und durch Gegengewichte in den Schleusentürmen mit geringem Kraftaufwand bewegt. Die Schleuse wird meist als Zwillingsschleuse betrieben: Durch einen Füllkanal in der zwischen beiden Kammern befindlichen Mauer wird das leere Becken zunächst mit einem Drittel des Inhalts des vollen beschickt. Vollständig gefüllt bzw. entleert werden die Kammern anschließend schwallfrei durch leichtes Anheben des jeweiligen Ober- oder Untertores.

### Fischaufstiegsanlagen
Die Fischtreppe Geesthacht lässt Fische das Hindernis der Staustufe Geesthacht überwinden.

#### Fischtreppe für kleinere Fische
Um Fischen die Fortbewegung trotz des Höhenunterschiedes zu ermöglichen, umgeht eine 216 Meter lange und elf Meter breite Fischaufstiegsanlage das Wehr am südlichen Elbufer. Das Raugerinne, eine künstliche Stromschnelle, umfasst drei Gefällestrecken mit Wassertiefen von 80 cm und zwei 1,2 Meter tiefe Ruhebecken. Im Verlauf befindet sich eine Betriebswegebrücke mit acht Schützen und sechs Kontrollreusen.
Die Gefällestrecken sind mit Störsteinen ausgestattet, die eine starke Lockströmung für Fische hervorrufen sollen. Durch den künstlichen Wildbach fließen 6,3 m³ Wasser je Sekunde ab. Die Anlage vom April 1998 ersetzte die bereits zuvor vorhandene Fischtreppe und einen Fischpass, die nicht voll funktionstüchtig waren.

#### Fischtreppe für größere Fische
Als ökologische Schadensvermeidungs- und -begrenzungsmaßnahme für das Kohlekraftwerk Moorburg in Hamburg hat Vattenfall am Nordufer des Wehres in Geesthacht eine neue 550 Meter lange zweite Fischaufstiegshilfe mit 45 Becken von neun Meter Länge und 16 Meter Breite errichten lassen. Durch seitliche Schlitze in den Becken können die Fische ins nächsthöhere Becken gelangen. Die Anlage wurde am 23. September 2010 offiziell in Betrieb genommen. Durch diese Anlage, die zu diesem Zeitpunkt gleichzeitig die größte Fischaufstiegsanlage in Europa war, gelangen auch Wanderfische wie Lachse, Meerforellen und Störe in ihre ursprünglichen Laichgebiete in der mittleren und oberen Elbe. Zur Überprüfung der in einem Modellversuch am Karlsruher Institut für Technologie (Universität Karlsruhe) bereits nachgewiesenen Funktionsfähigkeit der Anlage in der Realität wurden die aufgestiegenen Fische artspezifisch im Zeitraum 2010 bis mindestens 2012 gezählt und nach Größe klassifiziert.

## Bauplanung und -ausführung
Die mehrfache Vertiefung der Unterelbe führte zu einer Verbesserung der Fahrwassereigenschaften des Hamburger Hafens, was jedoch das Fließgefälle vergrößerte, das Flussbett weiter vertiefte und die Wasser- und Grundwasserstände oberhalb von Hamburg absinken ließ. Zur Stabilisierung der wasserwirtschaftlichen Verhältnisse und der Fahrverhältnisse planten Fachleute in den 1950er Jahren die Errichtung des Geesthachter Wehres inklusive einer Schleusenanlage. Dies war Voraussetzung für weitere geplante Vertiefungen der Unterelbe auf zunächst zehn und später zwölf Meter. Gleichzeitig sollte die Elbe dadurch vorerst bis Alt Garge bei Bleckede in Niedersachsen mit 1000-Tonnen-Schiffen befahrbar gemacht werden.
Im April 1956 schlossen die Bundesrepublik Deutschland und die Hamburgischen Electricitäts-Werke (HEW, heute zu Vattenfall gehörend) ein Regierungsabkommen über die Errichtung der Staustufe Geesthacht. Darin wurde den HEW ein Recht zur Nutzung der Wasserkraft durch den Bau und Betrieb eines Laufwasserkraftwerks eingeräumt. Im Dezember 1956 begannen die Bauarbeiten zur Errichtung der Staustufe.

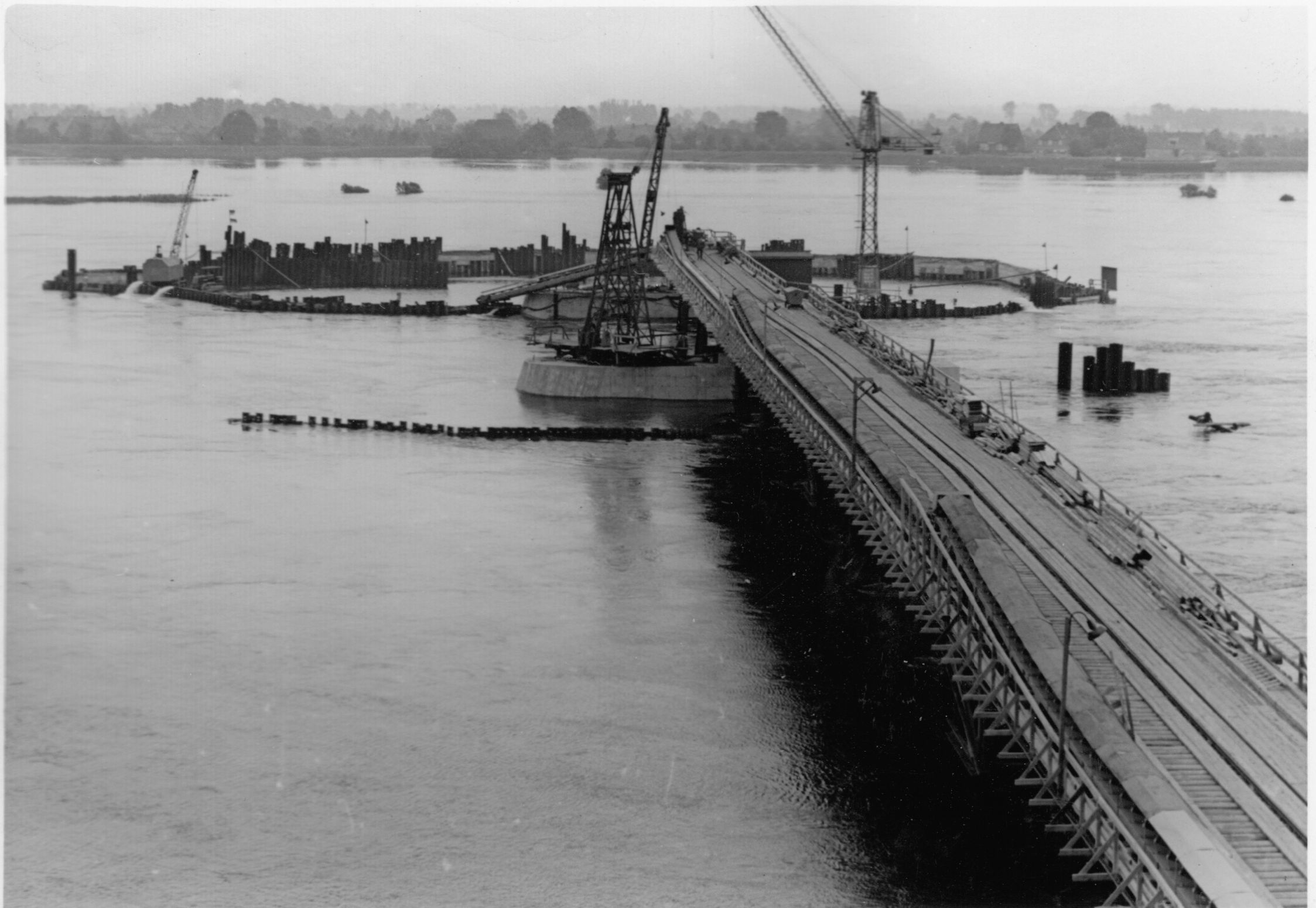
Baustelle im Jahr 1958

Geplant war zunächst ein Stauziel von 5,65 m ü. NN. Nach Einsprüchen von Seiten der Deutschen Demokratischen Republik (DDR), auf deren Gebiet sich dieser Wasserstand ausgewirkt hätte, wurde darauf verzichtet. Die DDR befürchtete laut Hamburger Abendblatt eine Erhöhung des Wasserstandes in Boizenburg, das direkt hinter der innerdeutschen Grenze lag, um 1,75 Meter, was Schutzmaßnahmen und damit verbundene Kosten in Höhe von 36 Mio. Ostmark nach sich gezogen hätte. Auf bundesdeutscher Seite protestierten Fischer bereits 1957 gegen das geplante Laufkraftwerk, wodurch ein Großteil der Fische durch die Kraftwerksturbinen getötet werden und Einbußen beim Aalfang entstehen könnten.
Als die DDR von bundesdeutschen Binnenschiffern eine Gebühr für die Nutzung ihrer Wasserstraßen verlangte, was mit den zu erwartenden Kosten von nunmehr veranschlagten 50 Mio. Mark durch Überschwemmungen und Schutzmaßnahmen durch den Bau des Wehrs in Geesthacht begründet wurde, versuchte die Bundesregierung durch eine Absenkung des geplanten Stauziels auf rund drei Meter ü. NN eine günstigere Verhandlungsposition einnehmen zu können.
In einem Abkommen vom April 1956 war festgelegt, dass Hamburg ein Drittel der Kosten übernimmt und der Bund die restlichen zwei Drittel. Im September 1957 billigte der Hamburger Senat einen Staatsvertrag, der eine Kostenteilung derart vorsah, dass der Staustufenverband und die HEW 5,5 Mio., der Bund durch Darlehen 24 Mio. und Hamburg ebenfalls durch Darlehen 12 Mio. Mark tragen. Schleswig-Holstein verpflichtete sich zu einer Beteiligung mit 5,3 Prozent und Niedersachsen mit drei Prozent am Hamburger Darlehen. Die für den Bau der Staustufe veranschlagten 41,5 Millionen Mark reichten jedoch nicht.  Die schließlich entstandenen Mehrkosten von neun Millionen Mark wurden auf gestiegene Materialpreise und höhere Löhne zurückgeführt. Der anschließende Bau einer zweiten Schleusenkammer sollte sechs Millionen Mark kosten. Weil der Wasserdrang höher als erwartet war, entstanden durch Trockenlegungsarbeiten an der Baugrube zusätzliche Kosten in Höhe von 5,5 Mio. Mark. Zwischenzeitlich beabsichtigte die Bundesregierung ihren Zuschuss für die geplante Elbvertiefung in Hamburg um 2,5 Mio. DM zu kürzen, wenn sich Hamburg nicht zur Übernahme weiterer Kosten bei der Staustufe bereiterklärt. Nach der erzielten Einigung beteiligte sich Hamburg mit 6,5 Mio. Mark an den Mehrkosten, wodurch die befürchtete Einstellung der Bauarbeiten auf der Großbaustelle verhindert werden konnte.

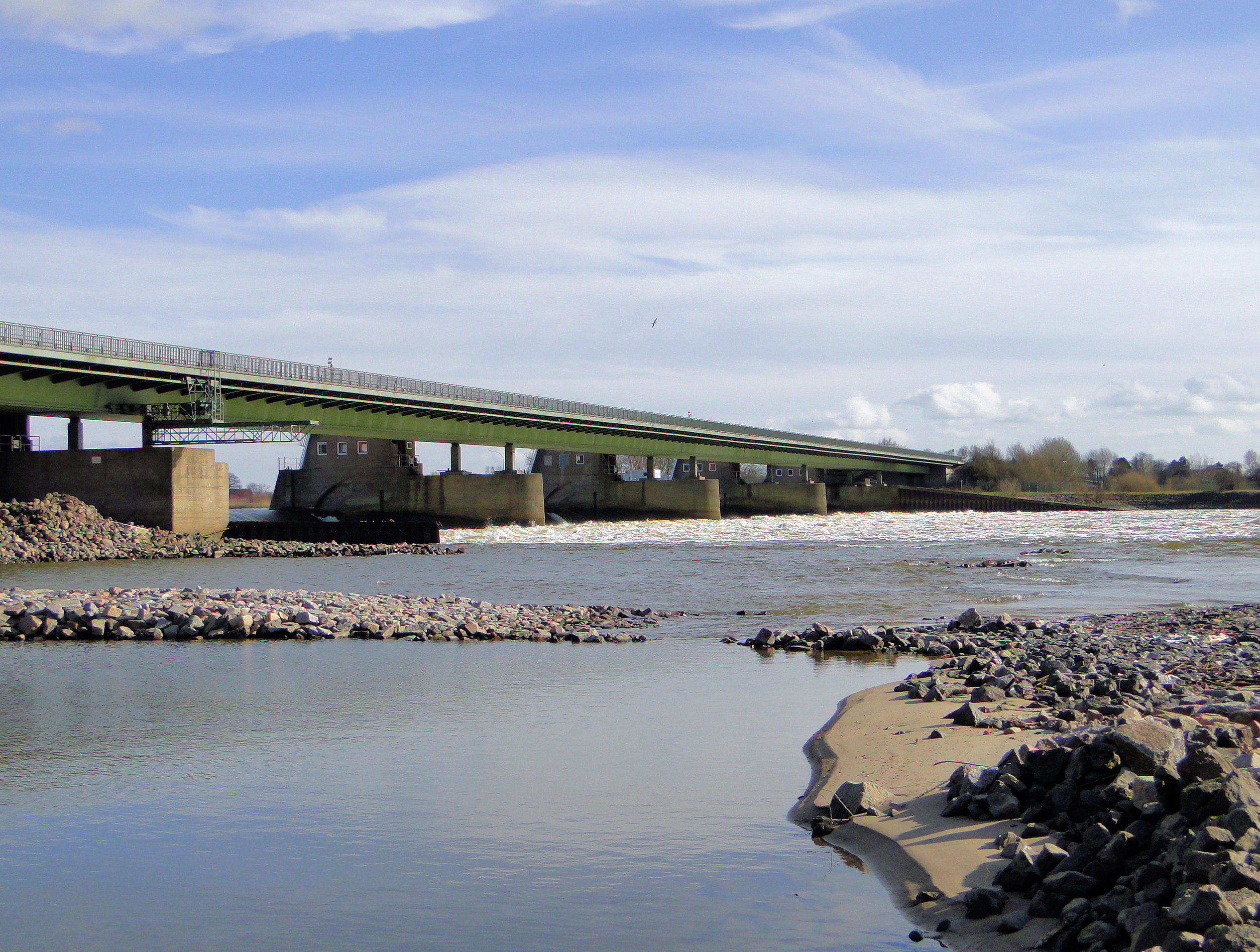
Ansicht vom Ufer unterhalb des Wehres

Die erste Staustufe wurde am 16. April 1959 für den Verkehr freigegeben. Bereits im Juni 1959 wurde die Elbe in Geesthacht auf 3,5 m ü. NN gestaut. Die Pläne zum Bau eines Laufkraftwerks wurden, da sich kein Betreiber fand, fallengelassen. Im November 1959 erhöhten die Betreiber die Stauhöhe um weitere 50 cm. Im März 1960 nahm das Wehr seinen kompletten Betrieb auf. Eine Anhebung des Stauziels auf 5,65 m wurde auf unbestimmte Zeit verschoben, um Überschwemmungen im Raum Boizenburg zu vermeiden. Bis 1961 ließ die DDR bei Boizenburg etwa 65 Kilometer neue Elbdeiche errichten, die zum Teil durch den Bau der Staustufe notwendig geworden waren.
Ein Fischpass war bereits beim Bau des Stauwehrs entstanden, auch eine Straßenbrücke über das Wehr wurde eingeplant. Die Wehrpfeiler waren so breit errichtet worden, dass sie für einen Brückenbau genutzt werden konnten. Diese Maßnahmen hatten die Länder Schleswig-Holstein und Niedersachsen vorausschauend eingeplant und bezahlt. Nach der großen Sturmflut von 1962 erwies sich eine zusätzliche Brücke über die Elbe oberhalb von Hamburg als dringend erforderlich, da die Gebiete nördlich der Elbe nur über eine während der Flutkatastrophe überlastete Straßenbrücke und ein Bahngleis bei Lauenburg mit dem Rest der Bundesrepublik verbunden waren. Die neue Elbquerung wurde am 14. September 1966 eingeweiht. Sie besteht aus einer rund 175 Meter langen Schleusenbrücke, einer etwa 550 Meter langen Dammstrecke und der 410 Meter langen Wehrbrücke. Auf niedersächsischer Seite schließen sich eine 237 Meter lange Vorlandbrücke und ein Damm an. Die vorbereitete zweite Schleusenkammer wurde aufgrund des gestiegenen Verkehrsaufkommens 1978–81 ausgeführt.

## Geplante Wasserkraftnutzung
Die Firma Vattenfall plante im Jahr 2008 eine Wasserkraftanlage am Stauwehr Geesthacht, dabei wäre eine engmaschige Stromnetzverlegung mit großem Abstand zu den Turbinen die einzige Möglichkeit, den Fischbestand von den Turbinenschaufeln fernzuhalten. Doch einige Jahre tat sich in dieser Hinsicht nichts. Ein neuer Anlauf erfolgte 2013.

## Vorkommnisse
Seit Anfang 2018 wird eine umfassende Sanierung der Stauanlage geprüft.
Pro Regelelement wurde von einer Bauzeit von 3 bis 4 Jahren ausgegangen; ein Fangdamm gegen Sturmflutgefahr solle errichtet werden.
2019 hatte es am fixen Wehrelement an dem nördlichen Fischaufstieg, wo ursprünglich das Wasserkraftwerk gedacht gewesen war, einen schweren Schaden gegeben, der mit Auffüllungen behoben wurde.
Im August 2019 war zusätzlich das südlichste Regelelement ausgefallen, wodurch der obere Elbepegel rapide abfiel, so dass die Schifffahrt oberhalb des Wehres eingestellt werden musste, da schon seit Monaten ein extremes Niedrigwasser herrschte.
Durch beide Unglücke 2019 wurde die südliche Fischtreppe komplett und die Lockströmung der nördlichen außer Betrieb genommen.
Eine provisorische Lockströmung konnte 2020 für die nördliche Fischtreppe ermöglicht werden. Die vorherige Lockströmung wurde als Ursache des ersten Dammbruches 2019 vermutet.
2020 wurde in der Wasserwalze am unteren Ende des Wehres auch ein verunglückter Kajak-Fahrer gemeldet.
Im Frühjahr 2022 wurden bei Untersuchungen einige Risse im Metallkörper der Straßenbrücke entdeckt, die erst zur Sperrung für Fahrzeuge über 3,5 t, im Juli zur vollständigen Sperrung für den Kraftfahrzeugverkehr führten.